# ISO 3166-2:ER

Regionen von Eritrea

Die Liste der ISO-3166-2-Codes für  Eritrea enthält die Codes für die 6 Regionen.

Die Codes bestehen aus zwei Teilen, die durch einen Bindestrich voneinander getrennt sind. Der erste Teil gibt den Landescode gemäß ISO 3166-1 (für  Eritrea ER), der zweite den Code für die Region wieder.
Die aktuellen Codes stehen auf der Seite der ISO unter #iso:code:3166:ER zur Verfügung.

| Region                | Code  |
| --------------------- | ----- |
| Anseba                | ER-AN |
| Debubawi Kayih Bahri  | ER-DK |
| Debub                 | ER-DU |
| Gash-Barka            | ER-GB |
| Maekel                | ER-MA |
| Semienawi Kayih Bahri | ER-SK |